# Stuttgarter Hütte
Die Stuttgarter Hütte ist eine Schutzhütte der Sektion Schwaben des Deutschen Alpenvereins in den Lechtaler Alpen. Sie liegt im österreichischen Bundesland Tirol knapp an der Grenze zu Vorarlberg.

## Lage
Die 1910 erbaute Stuttgarter Hütte liegt auf 2310 m etwas südlich des Krabachjochs, über das die Grenze der Bundesländer Tirol und Vorarlberg verläuft. Versorgt wird die Hütte von der Vorarlberger Westseite über eine 1962 erbaute Materialseilbahn von der Zürser Trittalp.

## Geschichte
Der Bau der Hütte konnte 1910 fertiggestellt werden, allerdings musste die Hütte 1931 wegen Baufälligkeit abgerissen werden. Die 2. Stuttgarter Hütte konnte 1936 eingeweiht werden, es folgten 1962 eine Materialseilbahn und 1964 eine weitere Gaststube.
1987 musste nach einem starken Sturm das Blechdach, welches sich stark verformt hatte, erneuert werden. Ebenfalls wurde eine Neue Pächterwohnung gebaut und die Sanitärräume renoviert.
Am 26. und 27. Februar 1990 zerstörte der Sturm Wibke das Dach des Gastraumes und den Kamin, Schneemassen drangen in den Winterraum, Seilbahnstation, Küchenbereich, Gastraum und Lagerräume ein, was zu einem Schimmelbefall führte.

## Zugänge
- Der einfachste Zugang ist von Lech mit der Seilbahn auf den Rüfikopf und auf markiertem Steig durch das Ochsengümple und über die Rauhekopfscharte, 2 Stunden
- von Zürs auf dem A.-Endress-Weg, 2 Stunden
- von Lech über das Wösterjoch und die Rauhekopfscharte, 4½ Stunden
- von Steeg durch das Krabachtal, 5 Stunden

## Nachbarhütten und Übergänge
- zur Ulmer Hütte über die Vallugaschulter und das Valfagehrjoch, seilversicherte Schrofen, ca. 3½ Stunden. Der Gipfel der Valluga kann „mitgenommen“ werden, markierter Steig, Schrofen, ca. 1 Stunde Mehraufwand.
- zur Ulmer Hütte über die Trittscharte, 3 Stunden. Das Teilstück an der Trittscharte ist im Spätsommer/Herbst aufgrund von Blankeis des Pazielferners ohne Steigeisen sehr problematisch, daneben wurde durch den Gletscherrückgang unterhalb der Scharte ein instabiler Blockhang freigelegt (Stand September 2012).
- zur Leutkircher Hütte über das Erlijoch und durch den Stapfetobel.
- zur Ravensburger Hütte im Lechquellengebirge, Abstieg nach Zürs und dann über das Madlochjoch zur Hütte, 4 Stunden

## Gipfel
- Trittwangkopf, 2482 m, über Grashänge, ½ Stunde
- Erlispitze, 2634 m, NW-Grat I+, 1 Stunde
- Fanggekarspitze, 2640 m, meist schuttbedecktes Gehgelände, 1½ Stunden
- Valluga, 2809 m, markierter Steig, seilversicherte Schrofen, 3 Stunden
- Roggspitze, 2747 m, Normalweg Nordflanke I-II, zahlreiche Kletterrouten, besonders in der Südwand
- Trittkopf, 2720 m I+, 2 Stunden, markiert, über NO-Rücken

## Karten
- Alpenvereinskarte 1:25.000, Blatt 3/2, Lechtaler Alpen – Arlberggebiet
- Kompass-Karte 1:50.000, Blatt 33, Arlberg – Verwallgruppe